# Dalida à l'Olympia
Dalida à l'Olympia è una raccolta postuma della cantante italo-francese Dalida, pubblicata il 2 maggio 1997 da Dureco France.
Racchiude la registrazione audio live dell'intero spettacolo "Musicorama Europe 1", tenuto da Dalida al teatro Olympia di Parigi il 14 maggio 1959.
Il CD, in formato di card sleeve, venne pubblicato per le edizioni "Vade retro" e venduto unicamente con il libro Dalida di Camilio Daccache e Isabelle Salmon.

## Tracce
1. Guitare et tambourin
2. Tu m'étais destiné
3. Ce serait dommage
4. Les gitans
5. Histoire d'un amour
6. Je pars
7. Hava naguila
8. Ciao ciao, bambina
9. Tout l'amour
10. Come prima (Tu me donnes)